# Abietoideae
Sous-famille
Classification phylogénétique
Les Abietoideae sont une sous-famille de conifères de la famille des Pinaceae regroupant selon les auteurs jusqu'à sept genres :
- Abies P. Miller, 1754
- Cedrus Trew, 1757
- Hesperopeuce (Engelmann, 1880) Lemmon, 1890
- Keteleeria Carrière, 1866
- Nothotsuga H.H. Hu ex C.N. Page, 1989
- Pseudolarix G. Gordon, 1858
- Tsuga (Endlicher, 1847) Carrière, 1855.

Les Abietoideae ne possèdent pas d'umbos sur les écailles de leurs cônes.